# Unterhaus, Baldramsdorf
Unterhaus je naselje v Občini Baldramsdorf v Okraju Špital ob Dravi  na Koroškem v Avstriji.